# Ulzzang
Ulzzang (tiếng Hàn Quốc: 얼짱), còn viết là eoljjang hoặc uljjang (phát âm tiếng Hàn Quốc: [ʌl.tɕ͈äŋ]), là một thuật ngữ tiếng Hàn Quốc thông dụng nghĩa đen là "mặt đẹp" hay "ưa nhìn". Một người mong muốn trở thành ulzzang sẽ có được sự nổi tiếng trên mạng Internet thông qua việc tham gia các cuộc thi nơi mà các bức ảnh của họ được những người bỏ phiếu đánh giá và lựa chọn. Xu hướng này có cả nam và nữ tham gia.
Sự phổ biến và ảnh hưởng của văn hóa đại chúng Hàn Quốc rộng khắp châu Á dẫn đến việc Ulzzang trở thành một xu hướng tại những quốc gia này, ví dụ như Việt Nam, Nhật Bản, Malaysia, Singapore, Indonesia, Philippines và nhiều nơi ở Nam Á.